# 坂町議会
坂町議会（さかちょうぎかい）は、広島県坂町に設置されている地方議会である。

## 概要
- 定数：12人[1]
- 任期：2023年4月30日 - 2027年4月29日[1]
- 議長：川本英輔[2]（2023年5月9日 - ）[3]
- 副議長：奥村冨士雄（2023年5月9日 - ）[3]

## 党派
- 日本共産党（1人）
- 無所属（11人）

## 委員会
- 総務厚生委員会（定数6人）
- 産業文教委員会（定数6人）
- 議会運営委員会（定数6人）

## 議員報酬と諸手当
令和6年1月11日現在
- 月額
  - 議長：月額 311,000円
  - 副議長：月額 257,000円
  - 議員：月額 246,000円
- 期末手当：6月および12月
- 政務活動費：議員1人あたり120,000円交付（月額1万円支給）

## 議会だより
- 議員だより さか（発行：広島県坂町議会 編集：議会広報調査特別委員会）年4回[6]

## 議員定数
- 昭和30年4月 22人
- 昭和54年4月 18人
- 平成11年4月 16人
- 平成15年4月 14人
- 平成19年4月 12人（2024年現在）

## 歴代議長
- 川本英輔（現職）6回連続[3]

## 沿革
- 1950年 - 町制施行して、安芸郡坂町となる。坂町議会、発足。